# Оливер Мандич
О̀ливер Ма̀ндич (на сръбски: Оливер Мандић или Oliver Mandić; Титово Ужице, 13 юли 1953 г.) е сръбски певец, композитор и продуцент.

## Биография

### Ранни години и първи музикални подвизи
Започва да се занимава с музика още като дете, свирейки на акордеон. Когато е съвсем малък, семейството му се мести в Белград, където бъдещият творец учи пиано в Музикалното училище „Станкович“ с намерението да стане класически пианист. През 1969 г. обаче го напуска, за да се опита да направи пробив в поп музиката.
През първата половина на 70-те години е клавирист на няколко белградски групи. Към края на 1971 г. основава джаз-рок групата „Оливер“, състояща се от самия него, членовете на свирещата прогресивен рок група „Поп машина“ и певеца Душан Прелевич. Като своеобразна супергрупа има само една изява на живо – на 2 януари 1972 г. в „Хала спортова“ (дн. спортна зала „Ранко Жеравица“) в столицата. След като Оливер напуска групата, се присъединява към „Поп машина“, с която има само няколко изяви. След нея води разговори за присъединяване към „Ю група“ и „Тайм“, които обаче остават безплодни.
През 1974 г. заедно с Прелевич издава краткосвирещата плоча Tajna/Prošlo je sve („Тайна“/„Всичко отмина“).
През 1976 г. участва на рок събитието „БУМ Фестивал“ като част от съставената за повода Белградска рок селекция с членове Роберт Немечек (бас китара), Зоран Божинович (китара), Лазар Тошич (барабани), Стиепко Гут (тромпет), Йован Мальокович (саксофон), Иван Швагер (саксофон) и други.

### Самостоятелна кариера
Мандич слага начало на самостоятелната си кариера през 1978 г. със сингъла Ljuljaj me nežno („Люлей ме нежно“). Композирана от него по текст на Марина Туцакович, песента е предназначена първоначално за певицата Сладжана Милошевич, тъй като следва звученето и стила на нейния хит Sexy dama („Секси дама“) от 1978 г. Именно тя убеждава съученика си и близък приятел Оливер да започне певческата си кариера и да изпее Ljuljaj me nežno сам, за което певецът ѝ благодари публично в няколко свои интервюта и други случаи. Самата Милошевич не желае да продължи по този път и след като отказва песента, Мандич я предлага на Мая Оджаклиевска. Накрая я записва той и я издава същата година като сингъл (Ljuljaj me nežno/Šuma) от ПГП-РТБ, продава се успешно и получава положителни отзиви от критиката.
Следващата година Мандич записва още един успешен сингъл, включващ песните Sutra imam prazan stan („Утре апартаментът ми ще е празен“) и баладата Osloni se na mene („Разчитай на мен“).
По време на националното си турне Здравко Чолич кани певеца да участва като гост в концертите му по стадиони и спортни зали. Участието на Мандич в него се състои в това да излезе по средата на изпълненията на Чолич и да изпее Ljuljaj me nežno, която по това време е доста нашумяла.
През 1979 г. написва и записва песента Cvećke i zloće („Цветенца и зло“), която звучи в комедийния филм Nacionalna klasa („Национална класа“) на Горан Маркович.

### 80-те години
През 1981 г. издава дебютния си албум, озаглавен Probaj me („Пробвай ме“) и продуциран от швейцареца Питър Мактагърт. Всички песни в него са композирани от Мандич, а текстовете са дело на Марина Туцакович. Хитове стават Nije za nju, nije za nju („Не е за нея, не е за нея“), Samo nebo zna (Poludeću) („Само небето знае (Ще полудея)“) и презаписаната Osloni se na mene. Успоредно с издаването му е излъчен едночасов телевизионен филм със заглавие Beograd noću („Белград нощем“), режисиран от Станко Църнобърня, в който са включени видеоклипове към песни от албума. Андрогинният образ на Мандич, с който участва в него и с който е изобразен и на обложката на албума си, е замислен от Сладжана Милошевич, която след дълго обсъждане и убеждаване го свързва с концептуалния артист Коста Бунушевац, който според нея ще му създаде подходящ образ. Посрещнат е с известно неодобрение от широката общественост поради наситения грим и женските дрехи, в които певецът е облечен, и получава особено внимание от страна на медиите. Амбициозно авангардната програма печели наградата „Златна роза“ на теливизионния фестивал в Монтрьо.
През 1982 г. издава втория си студиен албум, озаглавен Zbog tebe bih tucao kamen („Заради теб бих чукал камъни“). Записан е в Швейцария и продуциран от Мандич и Мактагърт, а обложката е дело на Мирко Илич. Албумът включва хитовете му Smejem se, a plakalo bih („Смея се, а ми иде да заплача“), Neverne bebe („Неверни момичета“) и Sve su seke jebene, текстът към последния от които е написан по мотиви от сръбската еротична фолклорна поезия, събрана от Вук Караджич.
През 1984 г. участва в първото издание на фестивала „Международен панаир на музиката“ (познат като МЕСАМ) в Белград, на който изпълнява песента Pitaju me, pitaju („Питат ме, питат“) по текст отново на Марина Туцакович, с която печели първо място в категорията за забавна музика. Същата година продуцира албума Muvanje („Свалки“) на група „Ди Бойс“.
През 1985 г. издава албума Dođe mi da vrisnem tvoje ime („Иде ми да изкрещя името ти“), включващ песните Pomagajte, drugovi („Помагайте, приятели“), която му носи втора поредна победа на МЕСАМ през същата година, и Bobane („Бобане“). Същата година участва и на фестивала „Ю Рок Мисия“.
През 1985 г. изнася концерт с клавириста Лаза Ристовски (член на групите „Смак“ и „Биело дугме“) в „Сава център“. След това намалява сценичната си дейност и започва да работи като служител към звукозаписната компания ПГП-РТБ, в която се задържа през по-голямата част от 1986 и 1987 г., след което издава сборен албум с най-добрите си песни, озаглавен Sve najbolje („Всичко най-хубаво“), с който отбелязва десет години самостоятелна кариера. През същата година Мандич се обединява с китариста на „Цървена ябука“ Никша Братош, за да продуцира втория албум на Борис Новкович, озаглавен Jači od sudbine („По-силен от съдбата“).
До края на десетилетието на записва албум с детска музика, озаглавен Deca bez adrese („Деца без адрес“), заедно с известния телевизионен водещ Бранко Коцкица, а през 1989 г. с Душан Прелевич записва сценарий по филма Poslednji krug u Monci. Мандич записва заглавната песен Odlazim, a volim te („Тръгвам си, а те обичам“), която се превръща в една от най-знаковите в творчеството му. Тази, както и някои от другите песни от филма, са плод на записите му с музиканти като Чик Кърия, Хърби Ханкок и Пат Метъни по време на престоя му в САЩ в края на десетилетието.

### 90-те години
В началото на 90-те влиза в контакт с Желко Ражнатович (Аркан) – водача на Сръбската доброволческа гвардия, с когото се познава от детството си. Мандич е виждан често да носи униформата на организацията и дори прави няколко пътувания до фронта в Славония, където според свидетели предоставя храна и цигари в седалището на гвардията в село Ердут по време на Хърватската война за независимост.
Към края на 1991 г. става за кратко време член на „Рибля чорба“. Замислено е Мандич да вземе участие в създаването на песни за прощалния албум Labudova pesma („Лебедова песен“), след чието издаване да бъде клавирист по време на турнето на групата. Материалът е записан във Виена, но почти преди издаването му се поражда свада между Мандич и фронтмена Бора Джорджевич. Вследствие на това Мандич моли всичките му песни да бъдат премахнати от албума и дори завежда дело, с което забранява издаването им. Накрая албумът съдържа само осем песни – едва половината от замисления брой, с което членовете на групата размислят и решават да продължат творческата си дейност.
През 1993 г. Мандич издава сборния албум Smejem se, a plakao bih, който се продава добре въпреки хиперинфлацията в Югославия. През 1994 г. е преиздаден на компактдиск под името The Best Of и включва неиздаваната преди, но често пускана по радиото песен Odlazim, a volim te.
През 1997 г. приключва записите по четвъртия си студиен албум, който обаче остава неиздаден. Озаглавен е Kad ljubav ubije („Когато любовта убива“) и включва песни, записани в САЩ през втората половина на 80-те години, както и нови песни. Гостуващи изпълнители са Фреди Хъбърд, Влатко Стефановски, Беби Дол и Радомир Михайлович Точак.

### 2000 г. – настояще
През 2004 г. Ako lažem, tu me seci („Ако лъжа, отсечи ме на място“). Във видеото към нея участва певицата Ксения Пайчин.
Към края на 2007 г. Мандич записва и издава дуетната с Цеца песен Vreme za ljubav ističe („Времето за любов изтича“), включена в едноименния сборен албум на певеца.
През 2010 г. написва песента Probudi se na čas („Събуди се за малко“), посветена в памет на починалия македонски певец Тоше Проески. Изпълнява Желко Митрович на китара, на концерт в Скопие, посветен в негова памет.

## Личен живот
На 27 декември 2010 г. спътницата на Мандич, Мая Козлица, ражда дъщеря Хана.

## Дискография

### Студийни албуми
- 1981 – Probaj me
- 1982 – Zbog tebe bih tucao kamen
- 1985 – Dođe mi da vrisnem tvoje ime
- 1988 – Deca bez adrese (заедно с Бранко Миличевич)

### Сборни албуми
- 1987 – Sve najbolje
- 1993 – Smejem se, a plakao bih
- 1994 – The Best Of
- 2001 – The Best Of
- 2007 – Vreme za ljubav ističe
- 2014 – Ono što ti nisam rekao

### Сингли
- 1974 – Tajna/Prošlo je sve
- 1978 – Ljuljaj me nežno/Šuma
- 1979 – Sutra imam prazan stan/Osloni se na mene
- 1985 – Ne daj mu/Dođe mi da vrisnem tvoje ime